# Estrecho de Tsugaru
El estrecho de Tsugaru (津軽海峡 Tsugaru Kaikyō) es un estrecho de mar localizado entre las islas de Honshū y Hokkaidō, en la parte septentrional del Japón, que conecta el mar de Japón con el océano Pacífico. El túnel Seikan pasa debajo del estrecho que tiene en su parte más angosta (19.5 km) entre el cabo Tappi Misaki en la península de Tsugaru, Honshū y el cabo Shirakami Misaki en la península de Matsumae en Hokkaidō.
Tiene una profundidad media entre 140 y 200 metros. La reclamación de aguas territoriales de Japón en el estrecho se extiende por 3 millas náuticas tanto desde Honshu como desde Hokkaidō, en vez de las 12 que corresponden. Posiblemente esto está hecho con el fin para que la Armada de los Estados Unidos pueda usar el estrecho para transportar armas nucleares sin violar las normativas internacionales que prohíben a Japón de tener armas de destrucción masiva en su territorio. Aun así, la zona que no es considerada como aguas territoriales sigue siendo considerada como zona económica exclusiva del país, y el túnel Seikan que pasa por la zona fuera de aguas territoriales es considerado como parte del territorio japonés.
En el pasado, la forma más común de atravesarlo era con el servicio de transbordadores en un viaje de aproximadamente 4 horas. Ahora el túnel ferroviario permite una alternativa de la mitad de tiempo. El 26 de marzo de 2016, el Hokkaidō Shinkansen empezó operaciones usando el túnel, lo que redujo el cruce a 50 minutos, estableciendo un tiempo de viaje entre Tokio y Hakodate de 4 horas. Debido a que el túnel es utilizado por trenes de carga, la velocidad de los trenes de alta velocidad tiene que ser reducida considerablemente durante el trayecto subterráneo.

## Fauna y flora
La línea Blakiston , que es uno de los límites de distribución de animales y plantas, se encuentra en el estrecho de Tsugaru. La caída del nivel del mar en el último período glacial (hace unos 70.000 a 10.000 años) fue de unos 130 m como máximo, y el Estrecho de Soya , que tenía una profundidad de agua máxima de unos 70 m, estaba completamente conectado a la tierra. Por otro lado, en el estrecho de Tsugaru, que tiene una profundidad de agua de 140 m incluso en el punto más superficial, una gran vía fluvial similar a un río permaneció en el centro. La biota en ambas márgenes evolucionó de maneras diferentes.
Grandes mamíferos como los alces entraron en Honshu durante el período más frío, hace unos 33.000 a 28.000 años. En ese momento, el estrecho de Tsugaru en invierno parecía congelarse. Estas especies desaparecieron tanto de Honshu como de Hokkaido después de que se calentara.
Una topografía similar a un cañón se extiende de este a oeste sobre el lecho marino en la parte central del estrecho de Tsugaru, lo que se cree que se debe a que la corriente de marea que fluyó a través del departamento hidrográfico cortó el lecho marino durante este período.
El lado del estrecho del Mar de Japón es un punto de bifurcación de la corriente de Tsushima, que es una corriente cálida, y la corriente cálida de Tsugaru , que fluye de oeste a este, existe en el estrecho de Tsugaru. Esta corriente cálida de Tsugaru se une a la corriente de Oyashio en el lado del Pacífico del estrecho.

## Aspectos relacionados con la defensa
El estrecho de Tsugaru es un punto clave desde el punto de la defensa, la nueva fortaleza Tsugaru del Ejército Imperial Japonés se estableció en 1919 con el propósito de cerrar el estrecho al mar. Además, se construyeron ferrocarriles para transportar suministros militares y tropas a las distintas baterías del estrecho (la Línea Toi en el lado de Hokkaido y la Línea Oma en el lado de Aomori), y se impusieron restricciones a la vida de los residentes locales para mantener el secreto militar con base en la designación de zona fortificada.
El 8 de diciembre de 1941, cuando comenzó la Segunda Guerra Mundial, el Ministerio de Marina designó toda la zona del estrecho como Superficie Marina de Defensa del Área del Estrecho de Tsugaru (una línea que conectaba el faro Eracho, el faro Kojima y Puppen Sakaki en el extremo oriental y Ayorohana y Shiriyazaki en el extremo occidental).
Se reforzó la defensa tanto terrestre como marítima, y al final de la guerra el sector fue objeto de ataques aéreos por aviones estadounidenses desde portaaviones.
Es una de las Zonas Marítimas Especificadas de Japón donde la anchura del mar territorial está limitada a 3 millas náuticas (5,556 km) desde las 12 millas náuticas habituales (unos 22,2 km) según la Ley sobre el mar territorial y aguas adyacentes, la porción de alta mar del estrecho puede ser atravesada libremente, incluso por buques de guerra extranjeros que lleven armas nucleares, ya que se establecen rutas en alta mar o zonas económicas exclusivas dentro del estrecho, la Convención de las Naciones Unidas sobre el Derecho del Mar, que se utiliza para definir los derechos de tránsito no se aplica.
El gobierno japonés explica esto como "para promover el libre paso en estrechos importantes", pero un artículo distribuido por Kyodo News el 21 de junio de 2009 como testimonio obtenido de varios antiguos Viceministros ejecutivos de Asuntos Exteriores afirma que el Ministerio de Asuntos Exteriores, en el proceso legislativo de la Ley de Aguas Territoriales que entró en vigor en 1977, no había sido consciente de que los estrechos de Soya y Tsushima se utilizaban para la navegación internacional. El Ministerio de Asuntos Exteriores debatió el tratamiento de un total de cinco estrechos - Soya, Tsugaru, Osumi, Canal Este del Estrecho de Tsushima y Canal Oeste del Estrecho de Tsushima - cuando se revisó el Tratado de Seguridad Japón-EE. UU. en 1960 y, debido al acuerdo secreto firmado cuando se permitió el paso de buques de guerra con armas nucleares por las aguas territoriales, se cambió la anchura de las aguas territoriales a 12 millas náuticas. El gobierno de Estados Unidos indicó que el gobierno de Estados Unidos de América seguiría persiguiendo la introducción de armas nucleares en sus aguas territoriales incluso si el Tratado de Seguridad Japón-Estados Unidos se cambiaba a 12 millas náuticas. Por lo tanto, se ideó dejar el mar territorial a 3 millas náuticas y dejar la alta mar en los estrechos, para que cuando los buques nucleares pasen por los cinco estrechos, pasen por alta mar y puedan responder ante la Dieta que no tienen nada que ver con Japón porque están fuera de las aguas territoriales de Japón. El Nishinippon Shimbun informó en su edición matutina del 28 de junio de una entrevista con Ryohei Murata, ex viceministro de Asuntos Exteriores, sobre el acuerdo secreto en un reportaje de Kyodo News. El Mainichi Shimbun también publicó una noticia en portada sobre el asunto el 29 de junio; el 1 de julio, en la 171.ª sesión de la Cámara de Representantes, Muneo Suzuki preguntó sobre una serie de informaciones periodísticas, a lo que el Ministerio de Asuntos Exteriores respondió que no estaba al tanto del contenido de las declaraciones (de un ex viceministro administrativo).
En 1978, un destructor soviético (clase Krivak II) navegó por el estrecho de Tsugaru. En su Libro Blanco de la Defensa, el Ministerio de Defensa afirma que el número de buques navales soviéticos en los estrechos de Tsushima, Tsugaru y Soya han alcanzado alrededor de 300 al año y se cree que se dedican a la recopilación de información, además de mantener y mejorar las capacidades de la Armada y las fuerzas aéreas soviéticas. También se cree que dicho país intenta aumentar su influencia política y psicológica en Asia limitando las capacidades de control marítimo de EEUU en la región y aumentando su presencia marítima en la misma.
En marzo de 1987, el crucero nuclear lanzamisiles de clase Kirov, Frunze, acompañado por dos destructores lanzamisiles de clase Krivak, realizó su primera incursión en el Pacífico a través del estrecho de Tsugaru.
En octubre de 2008, un total de cuatro buques de guerra, entre ellos un destructor chino de la clase Sobremennuy, atravesaron el estrecho de Tsugaru y entraron en el océano Pacífico. Este fue el primer paso confirmado por el estrecho de Tsugaru de buques de combate de la marina china, y los buques en cuestión navegaron hacia el sur por el océano Pacífico, pasando entre la isla de Okinawa y la isla de Miyako en una circunnavegación de Japón.
Entre el 18 y el 23 de octubre de 2021, se confirmó que hasta diez buques navales chinos y rusos habían circunnavegado Japón, pasando por el estrecho de Tsugaru, las aguas que rodean las islas Izu y el estrecho de Osumi y navegando hacia el mar de China Oriental, según anunció el ministro de Defensa Nobuo Kishi en una rueda de prensa tras una reunión del gabinete.
Alrededor de las 2:00 a. m. del 10 de marzo de 2022, aviones de patrulla de la Fuerza de Autodefensa Marítima avistaron 10 buques, entre ellos un destructor clase Udaloy I de la Armada Rusa, que se dirigían en el Océano Pacífico a unos 180 km al este-noreste del Cabo Erimo, Hokkaido, Japón Los 10 buques pasaron por el Estrecho de Tsugaru entre la noche del 10 y la madrugada del 11 de marzo y se dirigieron hacia el Mar de Japón. Se informa de que no hubo intrusión en aguas territoriales.
El 14 de marzo de 2022, alrededor de las 9:00 horas, el Ministerio anunció que había identificado un portaaviones de la Armada rusa que se desplazaba hacia el oeste por las aguas a unos 70 km al este-noreste de Shiriyazaki, prefectura de Aomori. A continuación, el buque atravesó el estrecho de Tsugaru y se adentró en el mar de Japón.
La Defensa de los estrechos está dirigida por la Fuerza de Autodefensa Marítima y la Fuerza Regional de Ominato, pero la Fuerza de Autodefensa Aérea y la Base Aérea de Misawa de la Fuerza Aérea estadounidense están detrás.

## Cruce a nado del estrecho
El cruce a nado del estrecho de Tsugaru es una de las siete grandes travesías a nado (Ocean's Seven) propuestas por la Asociación Mundial de Aguas Abiertas.
El primero en intentar el cruce fue Shoichi Nakajima, estudiante de tercer curso de la Universidad de Kokushikan en aquel momento, de la ciudad de Fukushima. En el verano de 1966 (Showa 41), consiguió realizar la travesía, aunque fue retenido por un barco y tuvo que hacer un descanso en el camino. Posteriormente, Nakajima cruzó a nado 21 estrechos de todo el mundo, difundiendo la natación de larga distancia entre el público. La primera mujer en realizar la travesía en solitario fue la profesora de piano Chieko Ozako. En 1994 (Heisei6) 6 de agosto, la travesía partió de Gongenzaki en el poblado de Kodomari Village (actualmente pueblo de Nakadomari) y tardó 12 horas y 28 minutos en llegar a Matsuura, ciudad de Fukushima. En julio de 1990, David Yudovin, de Estados Unidos, y Steven Munatones, de Estados Unidos, también realizaron la travesía en solitario. En julio de 1990, David Yudovin de EE. UU. y Steven Munatones de EE. UU. también cruzaron solos.
Desde el 2008 (Heisei 2008), dos grupos también han intentado cruzar el estrecho en el desafío de 24 Hour TV "Ai wa Chikyu wo Sukuu"  (abandonado antes de alcanzar la meta en 2008), y en 2009 . 
Del 14 de julio al 15 de julio de 2012, el irlandés Stephen Redmond  cruzó el Gongenzaki y lo cruzó a nado hasta cerca del cabo Shirakami, en Hokkaido. Con este éxito, Redmond se convirtió en la primera persona del mundo en cruzar a nado los siete principales estrechos del mundo; consiguió cruzar el estrecho de Molokai en Hawái y el estrecho de Cook en Nueva Zelanda en su segundo intento, pero sólo consiguió cruzar el estrecho de Tsugaru en su cuarto intento. Redmond declaró al Yomiuri Shimbun que "el estrecho de Tsugaru fue el más duro debido a las rápidas corrientes"[.
Desde el 2016 por la mañana hasta alrededor de las 15:30 horas del 7 de septiembre, un hombre, que entonces tenía 73 años y vivía en Hiroshima City, Prefectura de Hiroshima, nadó desde Gongenzaki, en la prefectura de Aomori, hasta la costa de Fukushima Town, en Hokkaido (distancia en línea recta de unos 30 km; la distancia real a nado es de unos 45 km debido a las corrientes).